# Acalypha andina
Acalypha andina é uma espécie de flor do gênero Acalypha, pertencente à família Euphorbiaceae.